# أهل عثمان (ردفان)

تعديل مصدري - تعديل

أهل عثمان هي إحدى قرى عزلة الحبيلين بمديرية ردفان التابعة لمحافظة لحج، بلغ تعداد سكانها 157 نسمة حسب تعداد اليمن لعام 2004.